# Dragons' Den
Dragon's Den (engelsk for dragens hule) er et realityshow, hvor iværksættere fremlægger deres forretningsidéer til et panel bestående af fem investorer, som derefter kan vælge at tilbyde at skyde penge i projektet Programmet startede i Japan som The Tigers of Money. Det er siden solgt og sendt i over 30 lande, heriblandt i Storbritannien fra 2005 som Dragons' Den, i USA fra 2009 som Shark Tank, i Tyskland fra 2014 som die Höhle der Löwe og i Danmark fra 2015 som Løvens Hule.